# Bulbophyllum chrysendetum
Bulbophyllum chrysendetum är en orkidéart som beskrevs av Oakes Ames. Bulbophyllum chrysendetum ingår i släktet Bulbophyllum och familjen orkidéer. Inga underarter finns listade i Catalogue of Life.